# Aphrodroma brevirostris

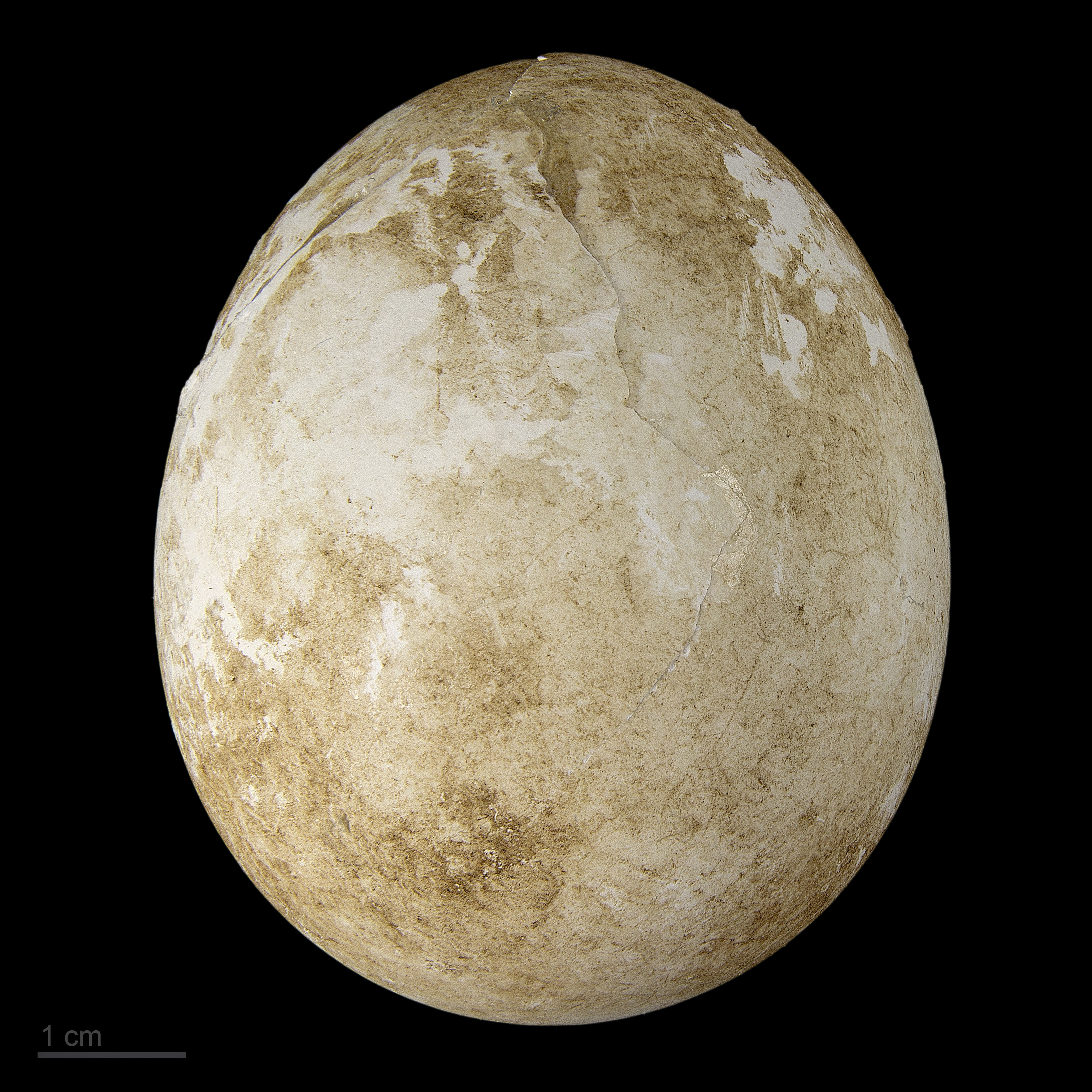
Aphrodroma brevirostris

Aphrodroma brevirostris là một loài chim trong họ Procellariidae.
Loài chim này sinh sản thành bầy trên các đảo xa; các quần thể chim hiện diện trên đảo Gough ở Đại Tây Dương, và đảo Marion, đảo Prince Edwar, quần đảo Crozet và đảo Kerguelen ở Ấn Độ Dương.